# Dozer

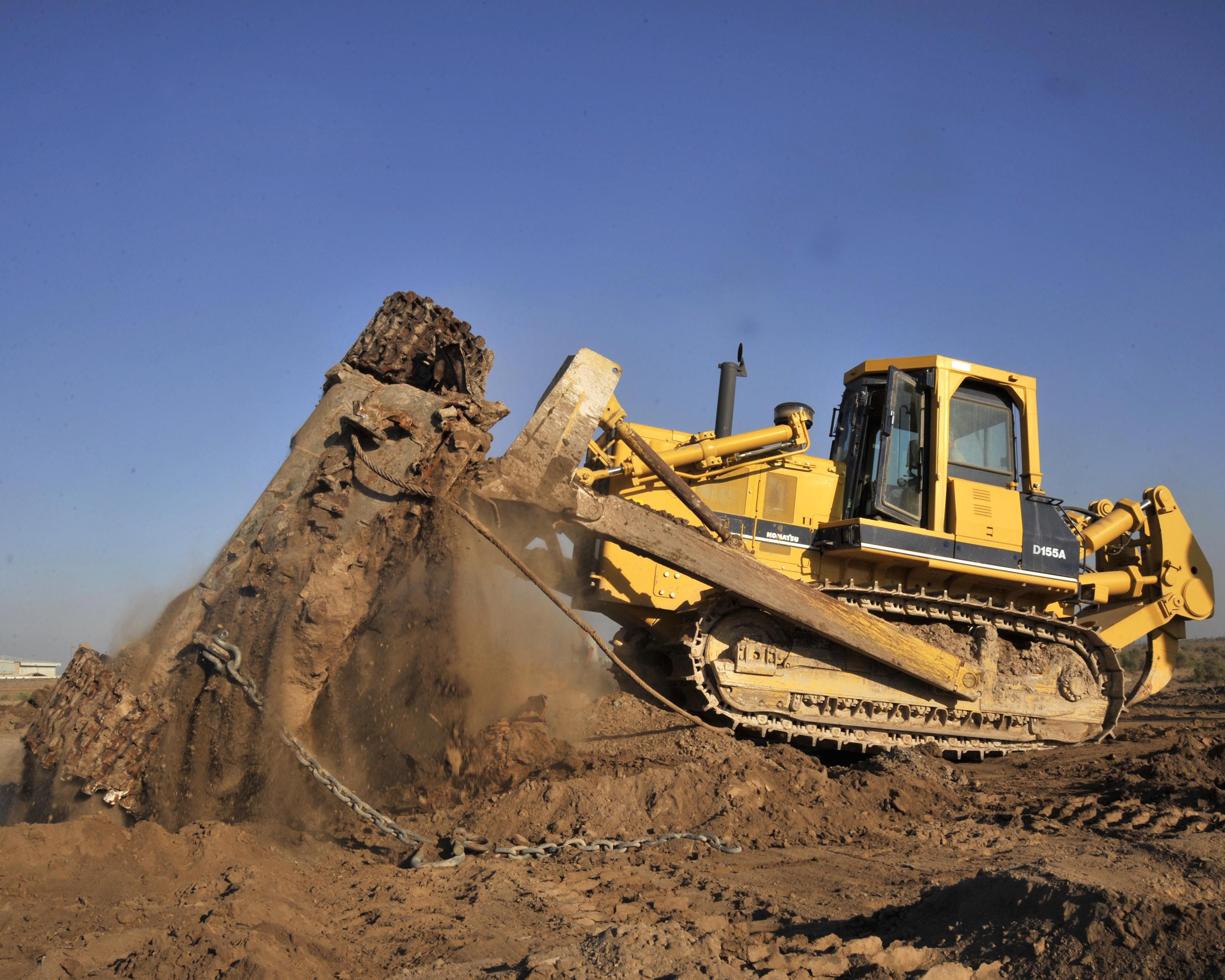
Buldozer

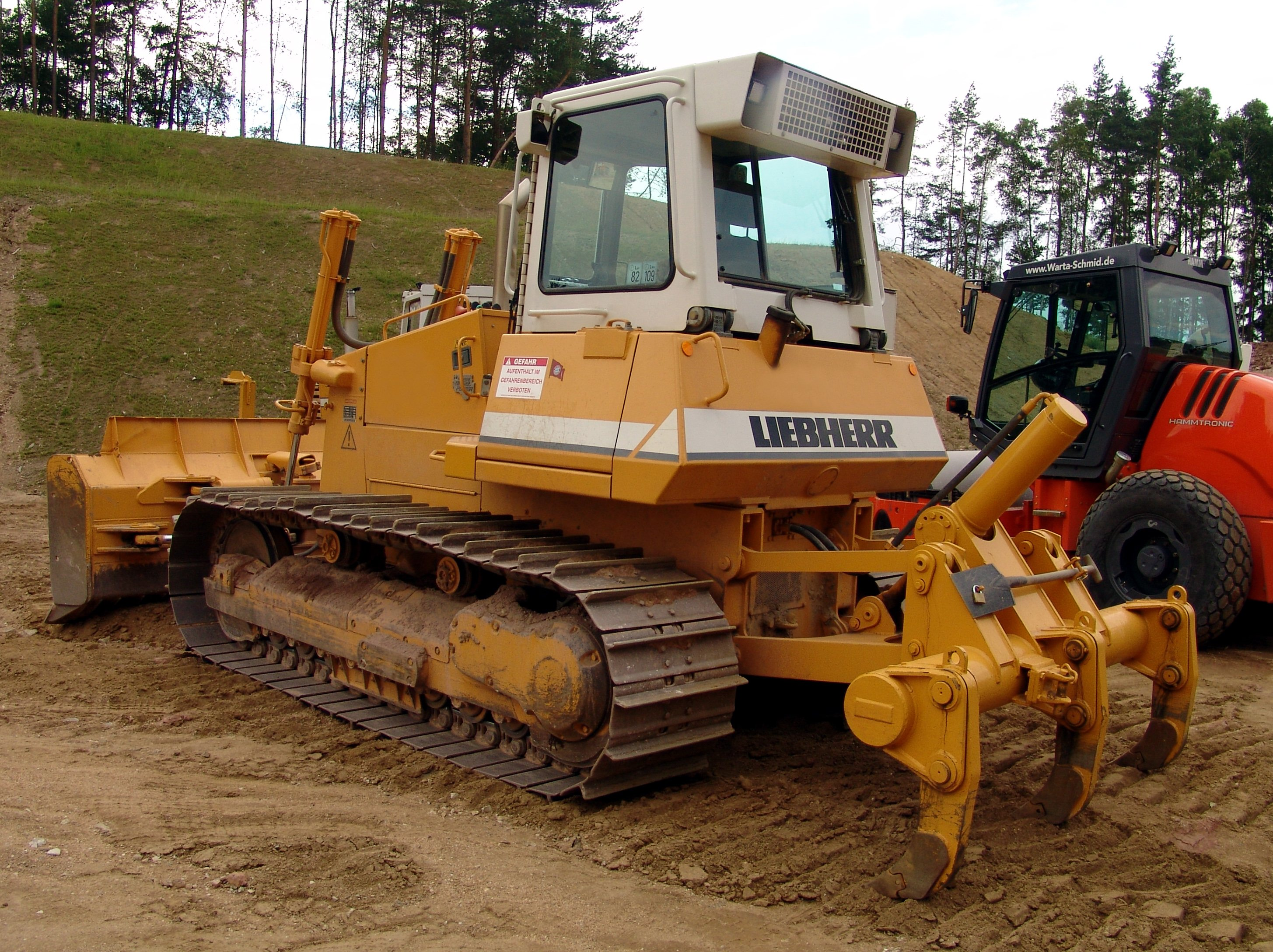
Rozrývač

Dozery (česky shrnovače) jsou traktorové stroje, sloužící k rozhrnování, hrnutí zeminy, popř. k demolici. Jejich pracovním nástrojem je radlice, někdy bývají opatřeny i rozrývačem. Vesměs se pohybují na pásovém podvozku.

## Rozdělení
Dozery se rozdělují na:
- Buldozery (čelní shrnovače)
- Angledozery (boční shrnovače)
- Tiltdozery

## Buldozery
Radlice je kolmá ke směru jízdy, lze s ní hýbat směrem nahoru a dolu. Hrubě urovnávají terénní nerovnosti, zeminu mohou přemisťovat (hrnout) na krátké vzdálenosti (cca 50 m). Jsou to pásové traktory opatřené vpředu širokou radlicí. Od padesátých let je k nám dodával bývalý Sovětský svaz. Jednalo se o typy DT-54, DT 55, DT-75 a STALINEC 80 a 100. Číslo udávalo výkon v KS. Všechny měly benzinový startovací motorek s ručním startováním, ten potom nastartoval dieselmotor. Startovací motorek měl převodovku s I. a II. stupněm a ruční páku spojky. Za velkého mrazu protočil dieselmotor na jedničku, pak přeřadil na dvojku a při vyšších otáčkách motor naskočil. Řízení bylo řešeno tak, že strojník měl mezi nohama dvě páky (slangově rajčáky), vysoké do výšky očí. Na nich měl položené ruce. Pokud chtěl zabočit např. doprava, přitahoval k sobě pravou páku. Tím vypínal spojku pravého pásu a levý pás začal pravý předbíhat. Když páku dále přitahoval, spojku úplně vypnul a začala působit brzda. Při úplném přitažení páky se pás úplně zabrzdil a stroj se začal točit na místě. Pozdější typy měly v pákách jen spojky a navíc byly nožní brzdy (toto konstrukční řešení nepoužil německý pásový traktor Hanomag, který měl volant). 
Byly to stroje maximálně jednoduché, prakticky bezporuchové, nezmaři k neutahání. Bohužel neměly ani tlumič výfuku, takže za několik let řidič nedoslýchal. Traktory DT na podzim oraly pole, pak dostaly radlici k zemním pracím. Do konce 60. let bylo ještě hodně silnic dlážděných, okresní bývaly štěrkové a po nich mohl buldozer přejíždět. Jak se rozmáhala pokládka asfaltu, význam pásových strojů klesal, převozy na speciálním přívěsu byly příliš drahé. Postupně je začaly vytlačovat kolové traktory.

## Angledozery
Na rozdíl od buldozerů mohou radlici nejen zvedat, ale mohou ji i „vyklonit“ až o 30°, čehož lze využít, např. při odklízení cest, zahrnování výkopů apod.

## Tiltdozery
Dovedou radlici zvedat, vyklonit až o 30° a navíc i natočit na hranu. To je vhodné pro např. odstranění balvanu, vytvoření rýhy, rozrývání zeminy apod.